# اسلام آباد، عظیمیه
اسلام آباد عظیمیه یک شهر در ایران است که در دهستان عظیمیه واقع شده‌است. براساس سرشماری مرکز آمار ایران در سال ۱۳۹۵، اسلام آباد ۱۰٬۷۶۳ نفر جمعیت دارد.